# آلفونز کیرش‌هوفر
آلفونز کیرش‌هوفر (فرانسوی: Alphonse Kirchhoffer‎; ۱۹ دسامبر ۱۸۷۳ – ۳۰ ژوئن ۱۹۱۳) شمشیرباز اهل فرانسه بود.